# Nyemba (popolo)
I Nyemba sono un gruppo etnico di ceppo bantu che vive prevalentemente nell'Angola sudorientale. Sono noti anche come Ngangela o Ganguela, anche se quest'ultimo termine è stato applicato a partire dall'epoca coloniale a una più ampia categoria di popoli a est dell'altopiano di Bié, tra cui Lwena, Luvale, Luimbi, Mbunda e altri.

## Storia

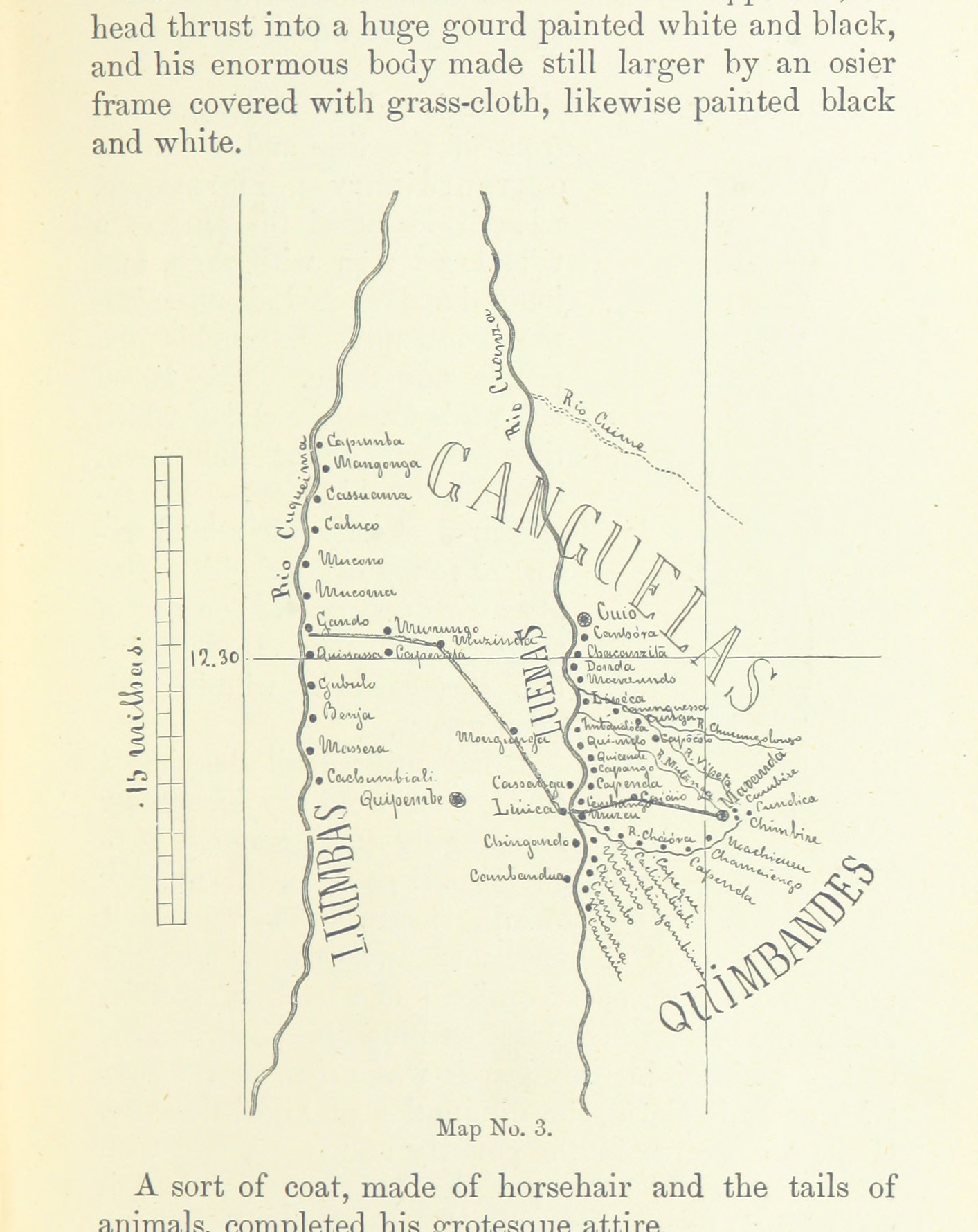
Illustrazione tratta da "How I crossed Africa: from the Atlantic to the Indian Ocean" di Alexandre Alberto de Serpa Pinto, 1881, trad. di Alfred Elwes. British Library HMNTS 010095.ee.37

I popoli chiamati "Ganguela" erano conosciuti dai portoghesi fin dal XVII secolo, quando furono coinvolti nelle attività commerciali sviluppate dalle teste di ponte coloniali di Luanda e Benguela allora esistenti. Da un lato, molti degli schiavi acquistati dai portoghesi da intermediari africani provenivano da queste etnie, d'altra parte, nel XIX e all'inizio del XX secolo, i popoli Ganguela fornivano cera, miele, avorio e altri beni per il commercio carovaniero organizzato dagli Ovimbundu per i portoghesi a Benguela.
Dopo il crollo del commercio carovaniero, i Ganguela rimasero a lungo, fino alla fine del periodo coloniale, di scarso interesse per i portoghesi, per cui furono sottoposti relativamente tardi ad un’occupazione coloniale alla quale – ad eccezione degli Mbunda – non opposero quasi nessuna seria resistenza.
Durante i pochi decenni sotto il dominio coloniale, il loro stile di vita fu meno intaccato di quello delle altre regioni dell’Angola. Di regola, non erano né oggetto di lavoro missionario sistematico, né soggetti a pesanti imposte o al reclutamento come lavoro retribuito. L'unica attività economica importante sviluppata dai portoghesi nella loro zona era la produzione di legname, per le fabbriche in Angola o in Portogallo.
Durante la guerra anticoloniale, 1961-1974, e soprattutto durante la guerra civile in Angola, alcuni di questi gruppi furono colpiti in misura maggiore o minore, sebbene il loro coinvolgimento attivo fosse piuttosto limitato. Di conseguenza, molti si rifugiarono nel vicino Zambia e in misura minore in Namibia. In particolare, quasi la metà degli Mbunda si stabilirono nello Zambia occidentale, ma questo popolo mantiene una coesione complessiva attraverso le proprie autorità tradizionali sia in Angola che in Zambia.